# OLポリス
OLポリスは、日本テレビ系列の深夜ドラマ枠のshin-D（当時火曜0:50 - 1:20）において2000年8月8日から8月29日までテレビ放映された作品である。ここでは続編の2作品についても記述する。

## OLポリス（2000年度）

### あらすじ
警視庁麻布署防犯部の7人の婦警、上条玲子、三枝香織、伊東真澄、斉藤有美、井原恭子、横山美雪、水野涼はいつも管内を巡回しているが気持ち的にはOLと変わらない。そんなお気楽婦警たちの日常を描く。

### 登場人物
- 上条玲子：梅宮アンナ
- 三枝香織：梨花
- 伊東真澄：MIKI
- 斉藤有美：細木美和
- 井原恭子：長井律子
- 横山美雪：春日井静奈
- 水野涼：三浦絵理子

### 主題歌
- Do As Infinity「SUMMER DAYS」

## OLポリス2～コギャルポリス編～
深夜ドラマ枠のshin-D（放送枠は木曜0:55 - 1:25に変更）において2001年1月11日から2月1日までテレビ放映された作品で続編となる。

### あらすじ
少年院に入院中の女子高生5人、怜奈（内藤陽子）、恵（猪俣ユキ）、桃子（橘里奈）、早紀（小泉絵美子）、真理絵（三村恭代）が「コギャルポリス」として警察に採用され、香織らと一緒に働くことになる。

## OLポリス（2001年度）
ドラマ枠D-TODAYの第1作。今作は合コンをテーマにしている。2001年10月5日から10月26日までテレビ放映された。